# Yarkand-khanatet
Yarkand-khanatet (1514-1680) blev grundlagt i 1514 af Sultan Said - efterkommer af Tughluk Timur (秃黑鲁帖木儿汗, 1347-1363) af det østlige Chagatai-khanat  - på området for det oprindelige Chagatai Khanat. Khanatets område strakte sig mod øst til Jiayuguan , mod syd til Tibet, mod sydvest til Kashmir, den østlige del af Badakhshan  og Baltistan, mod vest var Mogulriget dets nabo, Ferganadalen i Usbekistan dannede grænsen, den nordlige del blev afgrænset af Tian Shan-bjergene, med nabolandet Kasakhstan.
Eftersom Kashgar dannede et tidligt center for khanatet, taler man undertiden om Kashgaria eller det såkaldte Kashgar-khanat. I Centralasien betragtes khanatet som mongolsk, fordi det blev grundlagt af Djengis Khan's efterkommere.
Dens hovedstad var Yarkant (Shache), det udøvede kontrol over Turpan, Hami og Tarim-bækkenet syd for Tian Shan-bjergene og over en stor del af de områder som kinesiske kilder betegner som de vestlige regioner. I 1678 vandt Apak Hodscha (Apak Khoja) i Khoja-khanatet under herredømme af manchuerne kontrol over Tarimbækkenet. I 1680 blev det besejret af Galdan og indlemmet i Dzungar-khanatet. Apak Hodscha regerede i et marionet-regime under Galdan Yarkant også efter indlemmelsen.
Befolkningen i khanatet bestod overvejende af uighurere. Nogle af khanatets mest befolkede byer var Hotan, Yarkent, Kashgar, Yangihissar, Aksu, Uchturpan, Kucha, Karashar, Turpan og Kumul. Det havde en fortsat dominans i regionen i omkring 200 år, indtil det blev erobret af Dzungar Khan, Tsewang Rabtan i 1713.

## Historie
I den første halvdel af 1400-tallet var Chagatai-khanatet kollapset; dets østlige del blev Moghulistan, som blev oprettet af Tughluk Timur Khan i 1347 med hovedstaden beliggende i Almalik omkring Ili-floddalen. Yarkent-khanatets regerende dynasti stammede fra denne stat, som eksisterede i mere end et århundrede og til sidst splittede i 1462 i to dele: det mestovervejende nomadiske Moghulistan nord for Tengri tagh og en uafhængig stat med hovedstad i Aksu syd for Tengri tagh under Dust Muhammad. Den omfattede alle de beboede lande i det østlige Kashgaria samt regionerne Turpan og Kumul, og dengang var kendt som Uyghurstan ifølge Balkh og indiske kilder i det 16. og 17. århundrede.
I 1514 satte Sultan Said Khan, efterkommer af Tughluk Timur Khan, om Mirza Abu Bakr Dughlats stat i vestlige Kashgaria med hovedstaden i Yarkand og satte en stopper for den dominans i byerne i Kashgaria, som Dughlat-emirerne havde kontrolleret siden 1220, da det meste af Kashgaria var blevet overdraget Dughlat af Chagatai Khan selv. Erobringen af Dughlats gjorde, at Yarkent-staten blev den mest betydende magt i regionen. I den vestlige del af det sammenbrudte Chagatai-khanat opstod Timur-imperiet i 1370 og blev den dominerende magt i regionen, indtil den blev erobret i 1508 af Shaibaniderne. I mellemtiden blev Yarkent-khanatet erobret af den buddhistiske Dzungar-khanat ved Dzungars erobring af Altishahr mellem 1678 og 1713.